# Warri
Warri je luka i važno naftno središte na rijeci Niger, u nigerijskoj saveznoj državi Delta. Leži 160 km sjeverozapadno od Port Harcourta. Većinu populacije grada sačinjavaju etničke skupine Urhobo, Itsekiri i Ijaw. Kršćanstvo je dominantna religija, kao i u većini južne Nigerije.
U Warriju svoje podružnice imaju gotovo sve važne svjetske naftne tvrtke. Tankeri iz Warrija putuju Nigerom do Atlantskog oceana.
Prema popisu iz 1991., Warri ima 363.382, a prema procjeni iz 2010. 933.762 stanovnika.